# آخرین جنگجو
آخرین جنگجو (به انگلیسی: The Last Warrior) یک فیلم ویدئویی آمریکایی در ژانر فیلم اکشن محصول سال ۲۰۰۰ به کارگردانی شلدون لتیچ با بازی دولف لاندگرن است. این فیلم در ۲۱ اوت ۲۰۰۱ به صورت ویدئویی در آمریکا منتشر شد.

## بازیگران
- دولف لاندگرن درنقش کاپیتان نیک پرستون
- Sherri Alexander به عنوان کاپیتان سارا مکبرید
- جو مایکل بورک به عنوان گروهبان لاکی سیمکو
- ربکا صلیب به عنوان آب نبات
- بروک سوزان پارکر به عنوان رنگین کمان
- جولیانو مر-خمیس به عنوان عیسی
- چانان الیاس به عنوان سیمون صلح
- Ze'ev Revach به عنوان کوکی
- Angelique Lettich به عنوان تامارا
- تری بزرگ چارلز به عنوان پاپ
- هاوارد ریپ
- گلیا استرن به عنوان میریام
- اسحاق گلن به عنوان جاسپر
- جک Adalist به عنوان فرگوسن
- نیتی راویتز به عنوان خلبان دولتی

## تولید
این فیلم در ایلات، اسرائیل طی ۴۲ روز از ۱۸ مه تا ۲۹ ژوئن ۱۹۹۹ فیلمبرداری شد.